# Abendmusik
Abendmusik  (Tyska för "kvällsmusik", plural Abendmusiken) är en kvällskonsert, vanligtvis framförd i en kyrka. 
Specifikt hänvisar denna beteckning till en serie konserter i St. Maria kyrka, Lübeck (Marienkirche), Tyskland. De började framföras på 1600-talet och höll på till 1810. Konserterna betalas av lokala affärsmän och var därför gratis för allmänheten. Franz Tunder (organist i Marienkirche från 1641 till 1667) var den första personen som framförde Abendmusiken  med orgelmusik och en mängd vokalmusik. Under hans efterträdare Dieterich Buxtehude (organist i Lübeck från 1668 till 1707) kom dessa konserter att få en framstående position och blev framförda på de fem söndagarna före jul. Buxtehude och hans efterträdare komponerade till och med femstämmiga oratorier som skulle framföras under loppet av de fem söndagarna. 
Organisten Walter Kraft (1905–1977) förnyade denna Lübecktradition 1926 i St. Maria kyrka.